# Поуис Венвинвин
Поуис Венвинвин, или Южный Поуис (валл. Powys Wenwynwyn) — маленькое средневековое валлийское княжество, занимавшее южную часть Поуиса в 1160-1283 годах. Оно образовалось в 1160 году в результате раздела Поуиса между наследниками Мадога ап Маредида.
Поуис Венвинвин больше тяготел к союзу с Англией и враждовал с Гвинедом. В 1208 году король Гвенвинвин был разбит Лливелином Великим и изгнан из Поуиса, а его родовой замок Матравал был разрушен. Четыре года спустя Гвенвинвин вернулся и перенёс столицу в Уэлшпул, но в 1216 году вновь был побеждён и сбежал в Англию, где вскоре умер. Его сын Грифид был вассалом Генриха III Английского, получив титул лорда Арвистли, Кивейлиога, Маудви, Кайрэйниона, И-Тайр-Свида и Верхнего Мохнанта. Он также изменил своё имя на нормандский манер и стал зваться Гриффит де ла Поль. Впоследствии Гриффит ещё дважды менял сеньора. Он входил в число организаторов убийства Лливелина Последнего в Биэллте в 1282 году. По Ридланскому Статуту 1284 года все прежние титулы в Уэльсе были упразднены. Почти вся территория Поуис-Венвинвина вошла в состав графства Монтгомеришир.

## Список правителей Поуис Вадог
- Оуайн Кивейлиог  (1160-1195)
- Гвенвинвин ап Оуайн (1195-1208)
- Лливелин Великий (1208-1212)
- Гвенвинвин ап Оуайн (1212-1216)
- Лливелин Великий (1216-1240)
- Грифид ап Гвенвинвин (1241-1286)
- Оуэн де ла Поль (1286—1293)
- Гриффит де ла Поль (1293—1309)